# Aladin (БПЛА)
Aladin (Abbildende Luftgestützte Aufklärungsdrohne im Nächstbereich) — малый беспилотный летательный аппарат (БПЛА), разработанный по заказу министерства обороны Германии компанией EMT.

## Описание
Aladin способен вести разведку в течение 1 часа в радиусе до 30 километров. Запускается Aladin с рук или с помощью резиновой катапульты . Полёт осуществляется с помощью GPS по заранее определённому маршруту, есть возможность корректировки курса с земли. Возможность трансляции видеоизображения на контрольную станцию. Дрон оснащен пятью видеокамерами, формирующими изображение размерами 752×582 пикселов каждая. Для передачи изображения в аппаратуре используется радиолиния диапазона 2—2,4 ГГц.
В комплект поставки входят: мобильная станция контроля, 2 летательных аппарата, мобильная метеостанция.

## ЛТХ

### Летательный аппарат[1]
- Размеры
  - Размах крыльев: 1,5 м
  - Размер контейнера: 0,62 × 0,22 × 0,47 м
- Вес
  - Стартовый вес: 3,2 кг
- Двигатель
  - Количество: 1
  - Tип: Бесщёточный электродвигатель постоянного тока, 12 В
  - Источник энергии: Литий-полимерный аккумулятор 14 В, 9 А·ч
- ЛТХ
  - Скорость: 37—76 км/ч (без учёта влияния ветра)
  - Высота полёта: 30—150 м над уровнем земли
  - Дальность полёта: 15 км

### Наземная станция
- Вес: 17 кг
- Связь земля — борт: УКВ — диапазон

## Эксплуатация и боевое применение
- Германия - с 2005 года состоит на вооружении Бундесвера (заказано 115 комплектов), применялся в Афганистане.

БПЛА может использоваться для комплектации дозорных машин Феннек

## Галерея

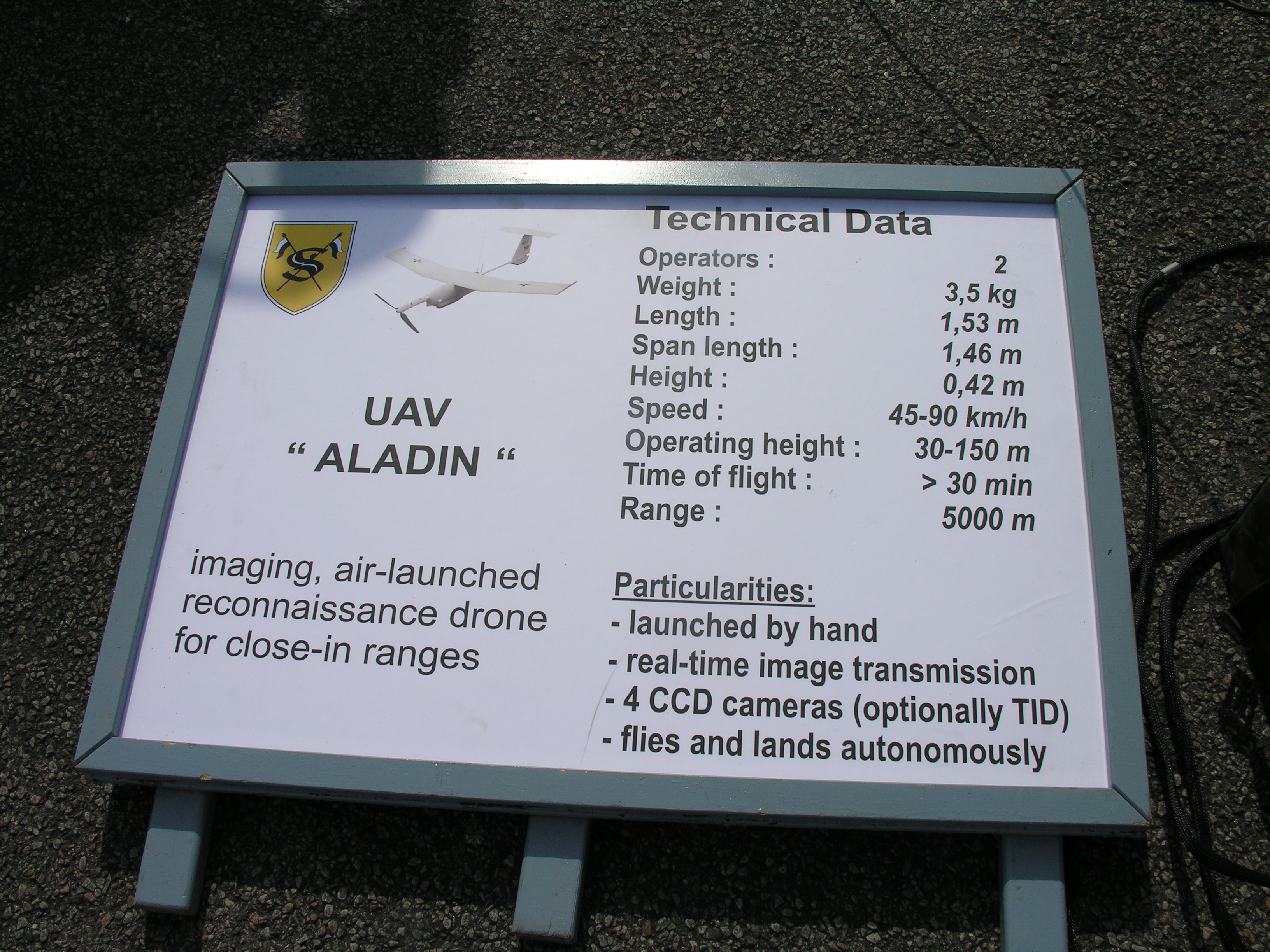
БПЛА Aladin на выставке TechDemo'08[1], 2008
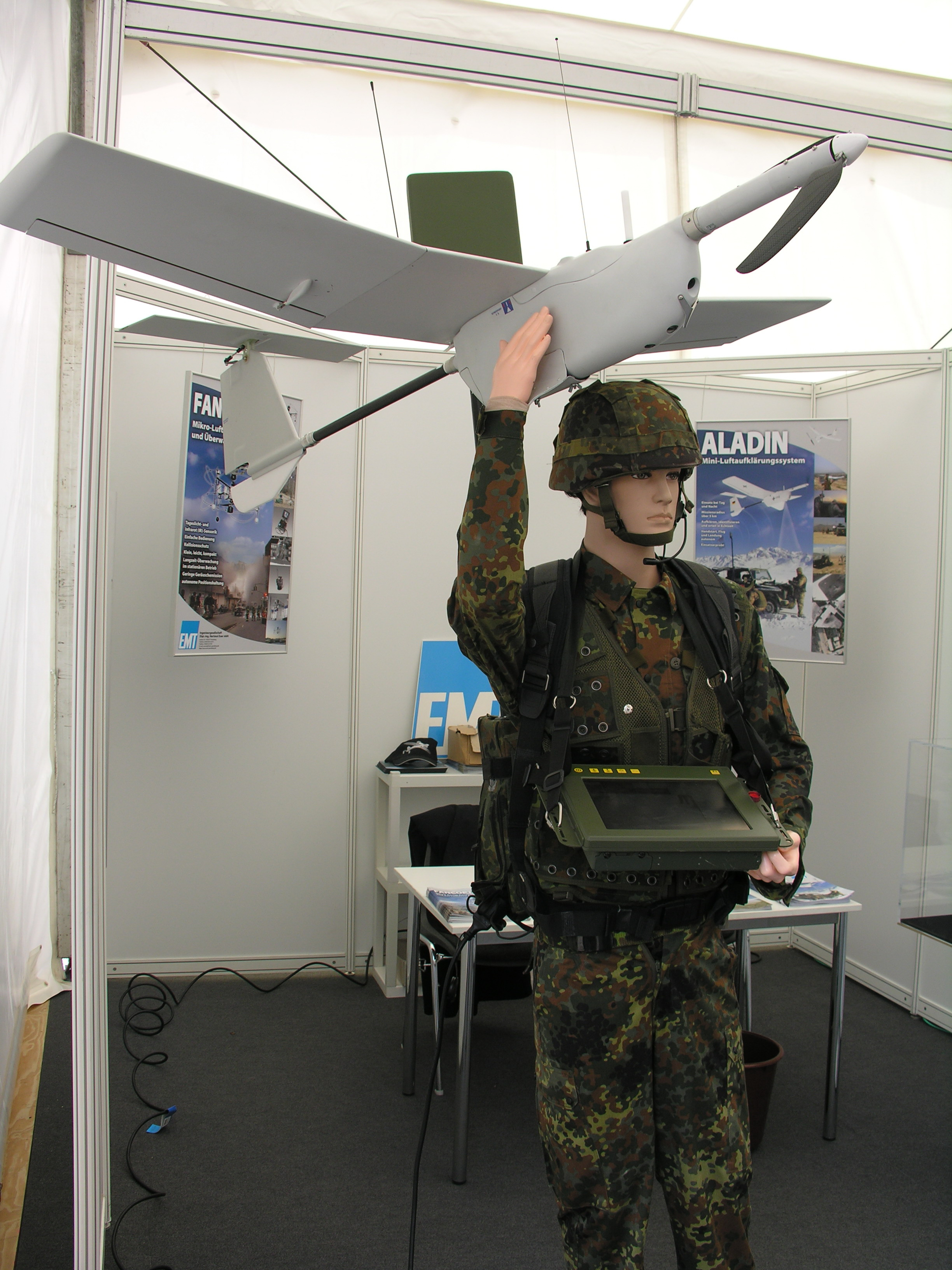
БПЛА Aladin на выставке TechDemo'08[1], 2008